# Prosoplus giloloensis
Prosoplus giloloensis là một loài bọ cánh cứng trong họ Cerambycidae.